# إميليو ماركيز
إميليو ماركيز (بالإنجليزية: Emilio Márquez)‏ هو موسيقي أمريكي، ولد في 1974 في لوس أنجلوس في الولايات المتحدة.

## وصلات خارجية
- إميليو ماركيز على موقع ميوزك برينز (الإنجليزية)
- إميليو ماركيز على موقع أول ميوزيك (الإنجليزية)
- إميليو ماركيز على موقع ديسكوغز (الإنجليزية)